# Shabadabada
 (février 2022).
Shabadabada est un petit jeu de société créé par Sylvie Barc sur le thème des chansons. Il a été édité par La Haute Roche en 2002.
C'est un jeu d'équipe qui se joue de 4 à 16 personnes.
On tire au hasard une carte sur laquelle figure un mot français (par exemple Femme, Noir ou Jamais) et un mot anglais (par exemple Love).
Il s'agit alors de trouver une chanson qui contienne soit le mot anglais, soit le mot français, et surtout d'en chanter un extrait contenant ce mot. C'est ensuite à l'équipe adverse de trouver une autre chanson, et ainsi de suite jusqu'à ce qu'une équipe ne trouve plus de chanson.
On tire alors une autre carte et on recommence.

## Variantes
En 2006 est sorti Shabadabada 2, une extension avec de nouvelles cartes.
En 2009 est sorti Shabadabada Cinoche, basé sur le même principe mais dans lequel deux équipes de joueurs s’affrontent autour d’une réplique tirée d’un film culte. Celle qui saura trouver le plus d’informations sur le film gagne la carte correspondante et l’équipe obtenant la majorité des onze cartes en jeu remporte la victoire.